# Тенстрайк (город, Миннесота)
Тенстрайк (англ. Tenstrike) — город в округе Белтрами, штат Миннесота, США. На площади 11,5 км² (8,5 км² — суша, 3 км² — вода), согласно переписи 2002 года, проживают 195 человек. Плотность населения составляет 23 чел./км².
- Телефонный код города — 218
- Почтовый индекс — 56683
- FIPS-код города — 27-64444[1]
- GNIS-идентификатор — 0658635[2]